# 醫學觀察
医学观察是醫院為確認患者是否需要住院而提供的一种医疗護理服务，通常時間持續6至24小时，有时會更长，该服务通常在急诊科提供。 
留待观察的患者雖然暫時不住院，但科室的护士和医生會對患者进行身体检查并进行基本的血液和影像学检查，醫院會在科室門外的走道或专门的地方提供一张床位給病人。
在美国，一些有联邦医疗保险的醫學觀察患者在医院门诊待了几天後收到了賬單，但因為在醫院的日子並不記入住院時間，這使得他们無法獲得获得联邦医疗保险的賠付。 